# Michelle Bachelet
Verónica Michelle Bachelet Jeria (n. 29 septembrie 1951, La Cisterna, Regiunea Santiago Metropolitan, Chile) a fost președintele statului Chile în două rânduri (2006–2010 și 2014–2018). A fost prima femeie aleasă președinte al statului Chile. Bachelet este de profesie medic pediatru și a deținut în trecut funcțiile de ministru al sănătății și ministru al apărării. Michelle Bachelet este membră a Partidului Socialist, un partid moderat de stânga.